# Eiči Negiši
Eiči Negiši (japonsky 根岸 英一; 14. července 1935 v Čchang-čchunu, Mandžukuu nyní v Číně – 6. června 2021) byl japonský chemik a držitel Nobelovy ceny za chemii (2010) za Negišiho reakci, organickou reakci, při které vzniká složitější uhlíkatý skelet z jednoduššího aryl- nebo vinyl- halidu a organozinečnatého substrátu za přítomnosti niklového nebo palladiového katalyzátoru.
Profesor Negiši publikoval přes 400 vědeckých článků a patentů a získal mnoho různých ocenění.